# Chris Stumpf
Chris Stumpf, né le 28 août 1994 au Luxembourg, est un footballeur luxembourgeois qui évolue au poste d'arrière gauche au F91 Dudelange.

## Biographie

### UN Käerjéng 97 (2012-2016)
Formé au club depuis 2009, le joueur dispute son premier match avec l'UN Käerjéng 97 le 19 août 2012 en BGL Ligue face au FC Differdange 03 (match nul deux partout).
Lors de sa dernière saison avec son club, le joueur remporte le titre de Promotion d'Honneur en 2015-2016.

### US Hostert (2016-2019)
En 2016, il rejoint l'US Hostert, en Promotion d'Honneur.

### F91 Dudelange (depuis 2019)
Lors du mercato d'été 2019, il rejoint le F91 Dudelange, en BGL Ligue.
Avec son nouveau club, le joueur remporte le championnat de BGL Ligue pour la première fois de sa carrière en 2021-2022.
Lors de la saison 2023-2024, il est élu meilleur latéral gauche du championnat.

## Palmarès
| UN Käerjéng 97 (1) :                        | US Hostert :                             | F91 Dudelange (1) :                                                                                       |
| ------------------------------------------- | ---------------------------------------- | --- |
| - Promotion d'Honneur (1) - Champion : 2016 | - Coupe du Luxembourg - Finaliste : 2018 | - BGL Ligue (1) - Champion : 2022 - Vice-champion : 2021 - Coupe du Luxembourg - Finaliste : 2022 et 2025 |